# شمارش معکوس (فیلم ۲۰۱۹)
شمارش معکوس (به انگلیسی: Countdown) یک فیلم ترسناک ماوراء طبیعی آمریکایی به کارگردانی و نویسندگی جاستین دک است. الیزابت لیل، جردن کالووی، تالیثا بیتمن، تچینا آرنولد و ان وینترز بازیگران این فیلم هستند. این فیلم ماجرای افرادی را که سعی در زنده ماندن از یک اپلیکیشن تلفن همراه مرگبار که زمان مرگ کاربرانش را به آنها می‌گوید روایت می‌کند. این فیلم در ۲۵ اکتبر ۲۰۱۹ در آمریکای شمالی توسط اس تی ایکس اینترتیمنت اکران شد.
شمارش معکوس تاکنون بیش از ۴۸ میلیون دلار در سراسر جهان فروش داشته‌است؛ درحالی‌که بودجه ساخت آن ۶٫۵ میلیون دلار می‌باشد.

## داستان
در یک مهمانی کورتنی توسط دوستانش متقاعد شده‌است تا یک اپلیکیشن به نام شمارش معکوس را بارگیری کند، اپلیکیشنی که به ظاهر پیش‌بینی می‌کند مدت زمان کاربر برای زندگی چقدر است. اپلیکیشن برای کورتنی نشان می‌دهد که تنها سه ساعت برای زندگی فرصت دارد. او پس از اجتناب از سوار شدن به اتومبیل دوست مستش ایوان پیامی مبنی بر نقض توافقنامه کاربران از طرف اپلیکیشن دریافت می‌کند. او با بازگشت به خانه توسط یک موجود عجیب مورد حمله قرار می‌گیرد و با رسیدن شمارش معکوس به صفر کشته می‌شود.

## بازیگران
- الیزابت لیل در نقش کوئین هریس
- جردن کالووی در نقش مت منرو
- تالیثا بیتمن در نقش جردن هریس
- تچینا آرنولد در نقش پرستار امی
- ان وینترز در نقش کورتنی

## واقعیت فیلم
اپلیکیشن موجود در این فیلم در واقع یک نرم‌افزار واقعی متعلق به یک استودیوی فیلمبرداری است که برای تبلیغ فیلم مورد استفاده قرار گرفته‌است. همچنین وقتی برنامه «قربانی» را از زمان مرگ خود مطلع می‌کند، صدای جیغی شنیده می‌شود که درواقع از بازی سرنوشت محصول شرکت بانجی برگرفته شده‌است.